# Ибаньес, Ато
Андреас Энрике Анатоле Вера Ибаньес (швед. Andreas Enrique Anatole Vera Ibáñez; род. 14 ноября 1985, Öja socken) — шведский легкоатлет, специалист по спортивной ходьбе. Выступал за сборную Швеции по лёгкой атлетике в 2004—2019 годах, многократный победитель и призёр первенств национального значения, участник ряда крупных международных стартов.

## Биография
Ато Ибаньес родился 14 ноября 1985 года в лене Готланд. Сын известных легкоатлетов мирового уровня, шведки Сив Густавссон и мексиканца Энрике Веры Ибаньеса, переехавшего на постоянное жительство в Швецию.
Первых серьёзных успехов на международном уровне добился в сезоне 2004 года, когда в составе шведской сборной выступил на нескольких крупных международных стартах, в том числе в гонке юниоров на 10 км занял 28-е место на Кубке мира по спортивной ходьбе в Наумбурге и в дисциплине 10 000 метров занял 25-е место на юниорском мировом первенстве в Гроссето.
В 2006 году на Кубке мира в Ла-Корунье сошёл с дистанции 20 км.
В 2007 году в ходьбе на 20 км показал 38-й результат на Кубке Европы в Ройал-Лемингтон-Спа, был дисквалифицирован на молодёжном европейском первенстве в Дебрецене.
На Кубке мира 2008 года в Чебоксарах с результатом 1:28:36	занял 72-е место в 20-километровой дисциплине.
В 2009 году среди прочего стартовал на Кубке Европы в Меце, но получил дисквалификацию во время прохождения дистанции 20 км.
В 2010 году показал 53-й результат на Кубке мира в Чиуауа, на чемпионате Европы в Барселоне не смог финишировать из-за дисквалификации.
В 2011 году в дисциплине 50 км занял 19-е место на Кубке Европы в Ольяне, в дисциплине 20 км выступил на чемпионате мира в Тэгу.
На Кубке мира 2012 года в Саранске показал в ходьбе на 50 км время 4:06:12, расположившись в итоговом протоколе на 38-й строке.
В 2013 году в ходьбе на 20 км занял 17-е место на Кубке Европы в Дудинце. Будучи студентом, представлял Швецию на Всемирной Универсиаде в Казани, где в той же дисциплине пришёл к финишу 11-м. Благодаря череде успешных выступлений удостоился права защищать честь страны на чемпионате мира в Москве — показал здесь 23-й и 21-й результаты на дистанциях 20 и 50 км соответственно.
В 2014 году в дисциплине 20 км занял 53-е место на Кубке мира в Тайцане, в дисциплине 50 км стал девятым на чемпионате Европы в Цюрихе.
В 2015 году закрыл десятку сильнейших на Кубке Европы в Мурсии. На чемпионате мира в Пекине занял 40-е место на дистанции 20 км, тогда как на дистанции 50 км сошёл.
В 2016 году на соревнованиях в Дудинце установил свой личный рекорд в дисциплине 20 км — 1:20:54, на командном чемпионате мира по спортивной ходьбе в Риме получил дисквалификацию в дисциплине 50 км.
В 2017 году был дисквалифицирован на Кубке Европы в Подебрадах, занял 44-е место в ходьбе на 20 км на чемпионате мира в Лондоне.
В 2018 году в дисциплине 50 км показал 37-й результат на командном чемпионате мира в Тайцане и 20-й результат на чемпионате Европы в Берлине.
В 2019 году в ходьбе на 50 км сошёл с дистанции на Кубке Европы в Алитусе, финишировал 12-м на чемпионате мира в Дохе.
Его младший брат Персеус Карлстрём — так же известный ходок, трёхкратный бронзовый призёр чемпионатов мира.